# Ő az igazi
Az Ő az igazi (eredeti cím: She's the One) 1996-ban bemutatott amerikai romantikus filmvígjáték, amelynek rendezője és forgatókönyvírója Edward Burns, a producerei Edward Burns, Ted Hope és James Schamus, a zeneszerzője Tom Petty. A mozifilm a Fox Searchlight Pictures gyártásában készült, a 20th Century Fox forgalmazásában jelent meg.
Amerikában 1996. augusztus 23-án mutatták be a mozikban, Magyarországon 1997. május 8-án adták ki VHS-en.
A Fitzpatrick testvérek, a taxisofőr Mickey és Francis, aki a Wall Street-en pénzügyi kereskedő gyakran veszekszenek a nők miatt, akikkel randiznak.

## Cselekmény
Mickey Fitzpatrick taxisofőrként dolgozik New Yorkban, bátyja, Francis pedig tőzsdeügynök a Wall Street-en. Bár Francis Renee férje, viszonya van bátyja egykori barátnőjével, Heather Davisszel. Heathernek viszont van egy jóval idősebb, gazdag szeretője is.
Egy nap Hope, egy főiskolai hallgató beszáll Mickey taxijába, és megkéri, hogy vigye el legjobb barátnője New Orleans-i esküvőjére.
A szertartáson Mickey és Hope is összeházasodik, pedig csak 24 órája ismerik egymást. A rögtönzött esküvő után meglátogatják Mickey bátyját, Francist és feleségét, Renee-t, aki alig 24 órával az első találkozásuk után romantikusnak találja a gyors házasságot. Francis viszont komolytalannak tartja bátyja döntését. Az is bosszantja, hogy nem volt jelen tanúként a szerinte elsietett esküvőn. Renee, aki a látogatás előtt még mindig Francisszel vitatkozott a beteljesületlen szerelmi életéről, szarkasztikusan megkérdezi Mickey-t, hogy van-e más testvére. Még nem sejti, hogy Francis azért utasítja el, mert viszonya van Heatherrel, és már a válásukat tervezi.
Egy nap Heather történetesen Mickey taxijának egyik kuncsaftja. A férfi elkíséri a lányt a lakásába, és magával viszi a televízióját. A férfi visszaadja neki a karórát, amelyet egyszer adott neki. Heather, aki Mickey bátyjához hasonlóan a Wall Street-en dolgozik tőzsdeügynökként, gúnyolódik Mickey szakmai karrierjén. Hope viszont féltékeny lesz, amikor megtudja, hogy Mickey meglátogatta korábbi menyasszonyát, Heathert.
Hope azt tervezi, hogy Párizsban fog tanulni és doktorálni. Mivel Mickey nem lelkesedik azonnal a jövőre vonatkozó terveiért, és aggodalmát fejezi ki, hogy ő is elköltözzön, a lány megváltoztatja kívánságát, és közli vele, hogy egyedül hagyja el az országot.
Hogy megbirkózzanak kapcsolati válságaikkal, Mickey és Francis gyakran felkeresik apjukat, akitől tanácsot kapnak szerelmi ügyeikhez.
Francis megkéri Heather kezét. Heather időt kér, hogy átgondolja a döntést. Mielőtt még elmondhatná Francisnek a választ, Mickey figyelmezteti a bátyját, hogy Heather prostitúcióból finanszírozza a tanulmányait. Heather azonban időközben már férjhez ment az idősebb szeretőjéhez, aki a leghűségesebb törzsvendége volt a tanulmányai alatt.
Francis ezután felhívja Renee-t, akit azóta elhagyott, elmondja neki, hogy hibát követett el, amit már megbánt. Renee azonban azóta visszatért egykori középiskolai barátjához, és elutasítja Francist.
Mickey bejelenti, hogy követni akarja a feleségét Párizsba. Eleinte kételkedik a házasságuk jövőjében. Mielőtt azonban elindulnának, Hope elkíséri Mickey-t, Francist és apjukat horgászni. Bár Mickey apja általában nem tűri meg a nőket a hajóján, egyik fia házasságát mégis sikerül megmentenie, méghozzá azzal, hogy meggondolja magát, mert saját felesége napokkal korábban elhagyta, miután - templomba járás ürügyén - hónapokig csalta őt.

## Szereplők
| Szerep              | Színész              | Magyar hang     |
| ------------------- | -------------------- | --------------- |
| Mickey Fitzpatrick  | Edward Burns         | Czvetkó Sándor  |
| Francis Fitzpatrick | Mike McGlone         | Széles László   |
| Heather Davis       | Cameron Diaz         | Für Anikó       |
| Renee Fitzpatrick   | Jennifer Aniston     | Kökényessy Ági  |
| Molly               | Amanda Peet          | Zsigmond Tamara |
| Mr. Fitzpatrick     | John Mahoney         | Szokolay Ottó   |
| Connie              | Leslie Mann          | Madarász Éva    |
| Tom                 | Malachy McCourt      | Breyer László   |
| Carol               | Anita Gillette       | Némedi Mari     |
| Hope                | Maxine Bahns         | Orosz Helga     |
| Ron                 | Frank Vincent        | Rosta Sándor    |
| Idősebb nő          | Beatrice Winde       | ?               |
| Idősebb férfi       | Eugene Osborne Smith | ?               |
| Mr. De Lucca        | Robert Weil          | Verebély Iván   |
| John atya           | Tom Tammi            | Breyer Zoltán   |
| Ajtónálló           | Raymond De Marco     | ?               |
| Scott Sherman       | Ron Farrell          | ?               |

## Fogadtatás
Az amerikai filmkritikusok véleményét összegző Rotten Tomatoes 61%-ra értékelte 51 vélemény alapján.

## Fordítás
- Ez a szócikk részben vagy egészben  a   She’s the One című német Wikipédia-szócikk fordításán alapul.  Az eredeti cikk szerkesztőit annak laptörténete sorolja fel. Ez a jelzés csupán a megfogalmazás eredetét és a szerzői jogokat jelzi, nem szolgál a cikkben szereplő információk forrásmegjelöléseként.